# هالکورین
هالکورین یا سلاح اچ یک شخصیت خیالی ابرقهرمان در داستانهای مصور انتشارات مارول کامیکس است.